# Vénéjan
Vénéjan település Franciaországban, Gard megyében. Lakosainak száma 1262 fő (2022. január 1.). Vénéjan Bagnols-sur-Cèze, Chusclan, Saint-Alexandre, Saint-Étienne-des-Sorts, Saint-Nazaire, Mondragon és Mornas községekkel határos.

## Népesség
A település népessége az elmúlt években az alábbi módon változott:
| Lakosok száma | 484  | 778  | 924  | 1144 | 1209 | 1208 | 1246 | 1270 | 1261 | 1262 |
|               | 1968 | 1982 | 1990 | 2006 | 2013 | 2015 | 2017 | 2019 | 2020 | 2022 |